# Chuck Jones
Chuck Jones, właściwie Charles Martin Jones (ur. 21 września 1912, zm. 22 lutego 2002) – amerykański reżyser animacji. Twórca kreskówek takich jak Tom i Jerry, Struś Pędziwiatr czy Królik Bugs. Ojciec producentki Lindy Jones Clough. Trzy jego kreskówki – Duck Amuck (1953), One Froggy Evening (1955) i What's Opera, Doc? (1957) znalazły się na liście US National Film Registry, zawierającej tytuły produkcji filmowych budujących dziedzictwo kulturowe USA.
Chuck Jones, podczas 60 lat pracy zawodowej stworzył ponad 300 animowanych historii i został uhonorowany czterema Oscarami, z czego trzy za reżyserską pracę nad serią animacji pt. Looney Tunes. W 1996 roku Akademia przyznała Jonesowi honorowego Oscara za całokształt pracy i szczególne osiągnięcia w dziedzinie animacji.

## Życiorys
Chuck Jones urodził się w 1912 w miejscowości Spokane, w stanie Waszyngton, i karierę gwiazdy filmowej rozpoczynał bardzo wcześnie. Już jako mały chłopiec grał w niemych filmach. Po ukończeniu Akademii Sztuk Pięknych znalazł autora kreskówek w studio Ubbe Inwerksa, w przeszłości związanego z Waltem Disneyem. Jednak dopiero przejście do studia braci Warner w 1936 roku pozwoliło młodemu, 24-letniemu wówczas artyście, rozwinąć skrzydła i pokazać na co go stać...
Podczas Złotego Wieku Animacji, na przełomie lat 1930-1940, nadzorował i kierował pracą wielu rysowników, których zespołowym osiągnięciem jest światowej sławy postać, trudne dziecko animacji – Królik Bugs i Kaczor Daffy. W pracy nad Looney Tunes Jones stworzył swoją własną grupę niepokonanych charakterów z Kojotem i jego prześladowcą, Strusiem Pędziwiatrem na czele. W przeciwieństwie do animacji produkowanych przez studio Walta Disneya, kreskówki Jonesa przedstawiały postacie tryskające szalonym i wielokrotnie czarnym poczuciem humoru, co trafiało w gusta nie tylko dla dzieci, ale i rodziców. Świat animacji zaroił się od dowcipnych, krnąbrnych, upartych, złośliwych i przez to bardzo ludzkich postaci. Po zamknięciu studia Warner Bros w 1962 roku, Jones przeniósł się do wytwórni MGM, gdzie zaczął pracować nad trzecią serią popularnej kreskówki Tom i Jerry. Stworzył on 30 odcinków tej nowej serii. W 1965 roku wyreżyserował krótki film animowany zatytułowany Kropka i linia, za który otrzymał Oscara. „Jestem wciąż zaskoczony tym, że ktoś zaoferował mi pracę i płacę za to, co chciałem robić.” – wspomniał Jones.
Jeden z jego najbardziej popularnych filmów, What's Opera, Doc?, został włączony do National Film Registry (Filmoteka Narodowa) w 1992 roku z uzasadnieniem, że jest to jeden z najbardziej kulturalnie, historycznie i estetycznie ważnych filmów naszych czasów. w 1996 roku Chuck Jones został uhonorowany przez Akademię Filmową Oscarem za całokształt pracy i szczególne osiągnięcia w animacji filmowej. We wstępie do jego prowokatorskiej i obrazoburczej autografii zatytułowanej „Chuck Jones: Życie i twórczość animatora kreskówek”, Steven Spielberg napisał: „Chuck Jones ze swoją oryginalnością, szybkim i ciętym dowcipem niebanalnym poczuciem humoru nie ma sobie równych.”. Przed śmiercią Jones wrócił do sztuk pięknych, by udoskonalić swoje umiejętności rysunku. Jednak wciąż animowane postacie postrzegał i traktował równie realnie, prawdziwie jak tematy swoich poważnych szkiców i rysunków. „Animacja nie jest iluzją życia” – powiedział na swojej stronie internetowej – „To jest życie” (na podstawie materiałów Warner Bros. Home Video).

## Życie prywatne
Jego żoną była Dorothy Jones, z którą ożenił się w 1935 roku (w 1978 roku Dorothy zmarła). W 1981 roku Jones ożenił się ponownie. Jego drugą żoną była Marian J. Dern Jones.
Zmarł w 2002 roku w wieku 89 lat na niewydolność serca.

## Wybrana filmografia
- 1975: Rikki-Tikki-Tavi